# Grubenunglück im Schacht Unterbreizbach

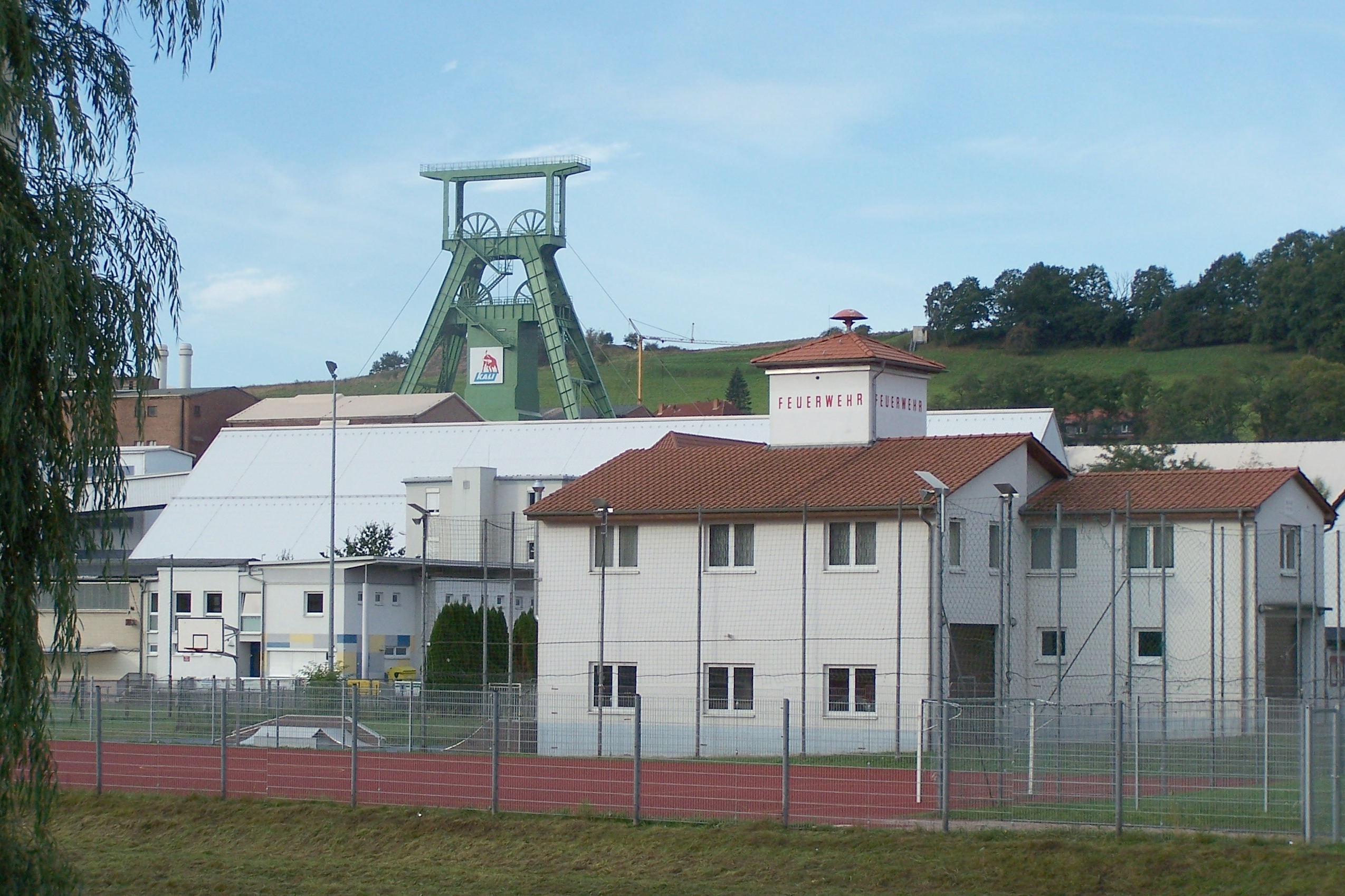
Schacht I in Unterbreizbach

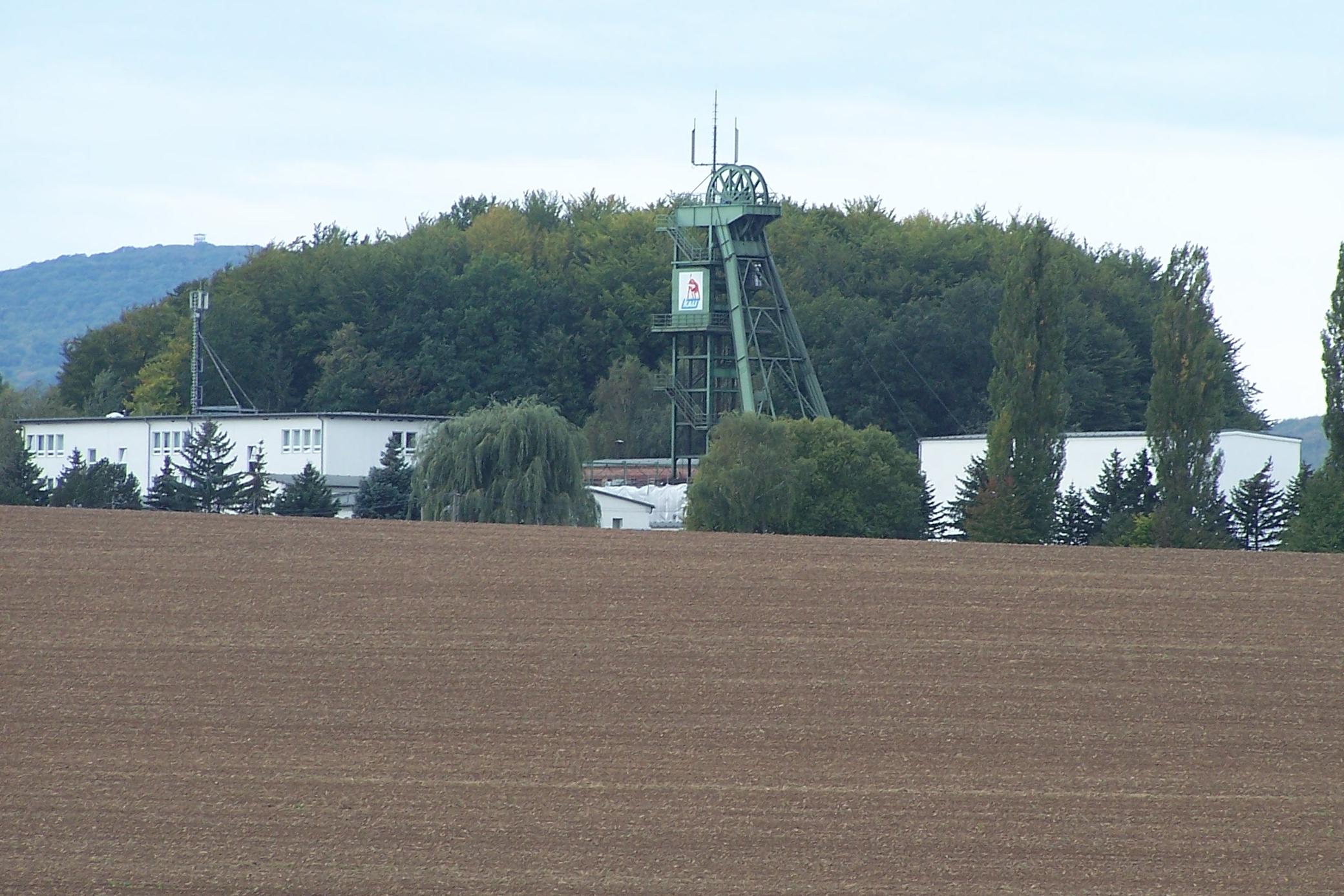
Schacht II in Unterbreizbach-Mühlwärts

Das Grubenunglück im Schacht Unterbreizbach ereignete sich am 1. Oktober 2013 im Schacht II des von der Kasseler K+S AG betriebenen Kalibergwerkes Unterbreizbach im Wartburgkreis. Bei dem Grubenunglück kam es nach einer Gewinnungssprengung zu einem Kohlensäureausbruch, wobei unter Tage drei Bergleute durch eine Kohlendioxidvergiftung ums Leben kamen.

## Hintergrund
Das Kaliwerk Unterbreizbach ist Betriebsteil des K+S Werkes Werra. Das Werk, neben den hessischen Werken Hattorf und Wintershall Teil des K+S-Verbundwerkes Werra, unterteilt sich in den Schacht I in Unterbreizbach mit dem danebenstehenden Verarbeitungsbetrieb und dem Schacht II, der sich nahe dem Unterbreizbacher Ortsteil Mühlwärts unmittelbar an der Bundesstraße 84 zwischen den Ortschaften Sünna und Buttlar befindet.

## Unglücksverlauf
Nach der routinemäßigen Gewinnungssprengung in 900 Metern Tiefe wurden gegen 13 Uhr große Mengen Kohlendioxid freigesetzt. Gas und Salzstaub verbreiteten sich explosionsartig in Sohlen und Schacht und traten bis an die Oberfläche. Sieben Bergleute, die die Grube nach der Sprengung vor Beginn der nächsten Schicht erkunden sollten, wurden in 700 Metern Tiefe von dem Gas eingeschlossen. Das Bergwerk Unterbreizbach und das Erlebnisbergwerk Merkers sowie die übertägigen Bereiche der Schachtanlagen I und II wurden vorsorglich geräumt und die nahegelegene Bundesstraße 84 vorübergehend gesperrt. Vier Kumpel konnten gerettet werden, drei Bergarbeiter im Alter von 24, 50 und 56 Jahren wurden am Abend mehrere Kilometer vom Ort des Gasausbruches entfernt in der Nähe des Schachteinganges tot aufgefunden. Gefahr für die umliegenden Ortschaften hat nach Angaben eines Unternehmenssprechers durch den Gasausbruch nicht bestanden.

## Reaktionen
Die Staatsanwaltschaft Meiningen und das zuständige Thüringer Landesbergamt nahmen Ermittlungen zum Unfallhergang auf. Thüringens Umweltminister Jürgen Reinholz besuchte noch am selben Tag den Unglücksort. Thüringens Ministerpräsidentin Christine Lieberknecht sprach den Hinterbliebenen der Opfer ihr Mitgefühl aus und kündigte die Ausrichtung einer Gedenkfeier für die Opfer an, die im Beisein Lieberknechts am 8. Oktober 2013 in Unterbreizbach abgehalten wurde. Bundeskanzlerin Angela Merkel sprach in einer Video-Botschaft am 12. Oktober 2013 ihr Beileid für das Grubenunglück und dessen Opfer aus und sagte zu, dem Arbeitsschutz künftig eine noch größere Bedeutung zu geben. Sollten bei den Untersuchungen zum Unglück Sicherheitslücken offenbar werden, würden diese in Zukunft abgestellt werden. Der Thüringer Landtag gedachte in seiner Sitzung am 16. Oktober 2013 der Toten mit einer Schweigeminute. Das Bergwerk Unterbreizbach blieb wegen des noch im Schacht vorhandenen Kohlendioxids bis Anfang November 2013 geschlossen.

## Juristische Aufarbeitung
Die Ermittlungen der Staatsanwaltschaft wurden Ende 2014 zunächst abgeschlossen, ohne dass jemand strafrechtlich zur Verantwortung gezogen wurde. Keinem der Verantwortlichen war nach Auffassung der Staatsanwaltschaft ein strafrechtlich relevantes Verschulden nachzuweisen gewesen und es war insbesondere für keinen der Verantwortlichen vorhersehbar, dass es zu einer Gasfreisetzung dieses Ausmaßes und dieser Intensität kommen würde. Im Frühjahr 2018 nahm die Staatsanwaltschaft die Ermittlungen aufgrund neuer Hinweise nochmals auf und gab ein Gutachten in Auftrag, das Anfang Februar 2019 vorgelegt wurde. Nach diesem könne doch nicht ausgeschlossen werden, dass sich Verantwortliche möglicherweise „strafrechtlich relevant“ verhalten hätten.

## Ähnliche Vorfälle
Ein Kohlendioxidausbruch im Schacht Merkers forderte 1938 elf Menschenleben. Bei Gasausbrüchen im Schacht Menzengraben in den Jahren 1953 und 1958 starben drei bzw. sechs Menschen.